# المندرة (الفيوم)
قرية المندرة هي إحدى القرى التابعة لمركز الفيوم في محافظة الفيوم في جمهورية مصر العربية. حسب إحصاءات سنة 2006، بلغ إجمالي السكان في المندرة 7217 نسمة، منهم 3732 رجل و3485 امرأة.